# Assedio di Marienburg (1410)

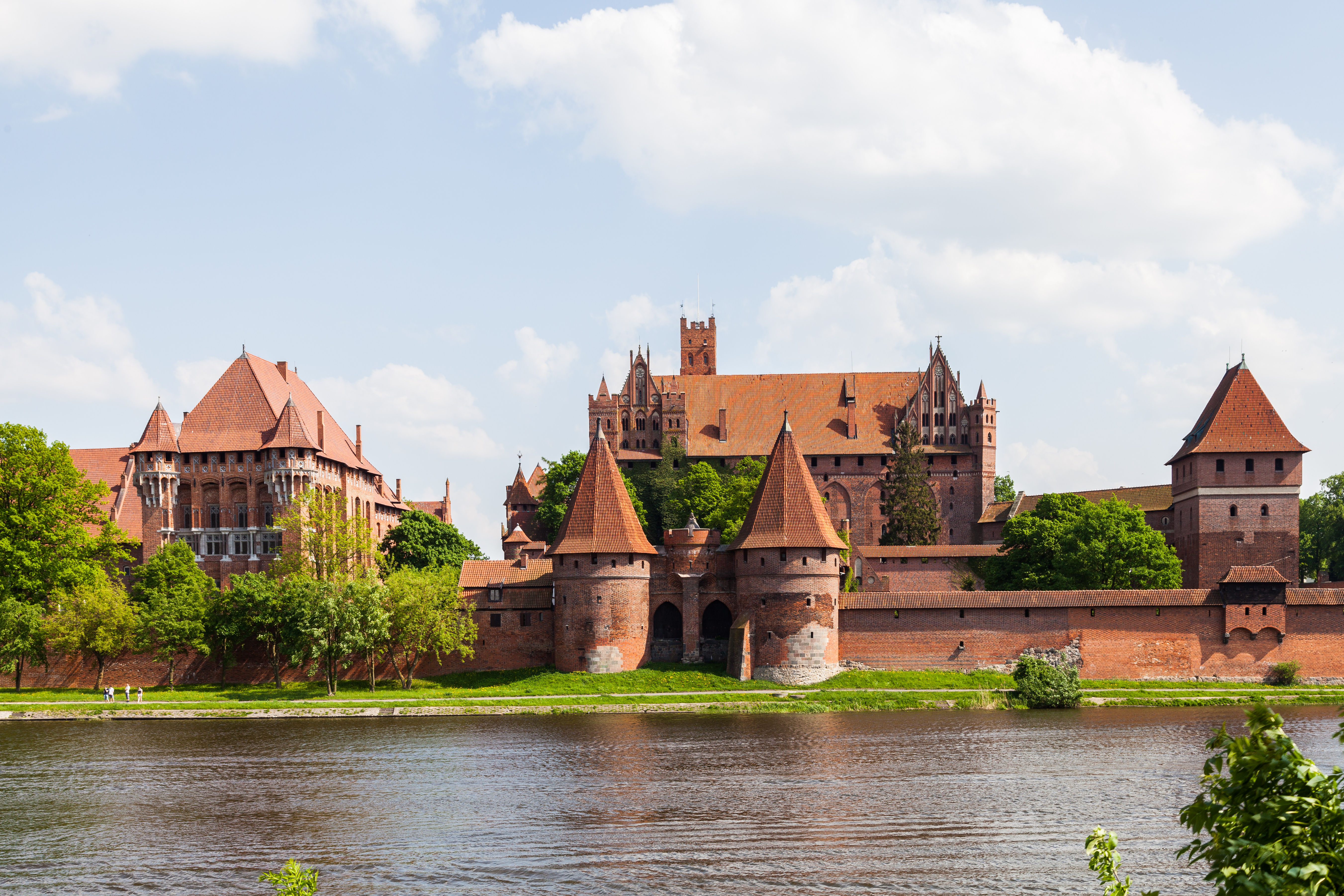
Il Castello di Malbork, dove si è svolto il conflitto.

L'assedio di Marienburg è stato un assedio fallito del castello di Marienburg (Malbork), la capitale dello stato monastico dei Cavalieri Teutonici. Le forze polacche e lituane congiunte, sotto il comando del re Jogaila e del granduca Vitoldo, assediarono il castello tra il 26 luglio e il 19 settembre 1410 nel tentativo della conquista totale della Prussia dopo la vittoria nella battaglia di Grunwald (Tannenberg). Tuttavia, il castello resistette all'assedio e i Cavalieri concedettero solo pochi territori nel trattato di Toruń (1411). Al difensore di Marienburg, Heinrich von Plauen, è stato attribuito il merito di aver salvato i Cavalieri dal completo annientamento.

## Contesto
Le forze alleate dei polacchi e dei lituani invasero la Prussia nel luglio del 1410 con lo scopo di occupare Marienburg. La loro strada fu bloccata dai Cavalieri Teutonici, che ingaggiarono le forze alleate nella decisiva battaglia di Grunwald il 15 luglio 1410. I Cavalieri subirono una grave sconfitta, lasciando la maggior parte dei capi morti o catturati. Le forze polacche e lituane, vittoriose, rimasero sul campo di battaglia per tre giorni; in questo lasso di tempo Heinrich von Plauen, Komtur di Schwetz (Świecie), organizzò le difese di Marienburg. Von Plauen non partecipò alla battaglia e gli fu affidato il comando di un corpo di riserva di circa 3000 uomini a Schwetz. Non è del tutto chiaro se von Plauen marciò a Marienburg sulla base di istruzioni del Gran Maestro Ulrich von Jungingen o di propria iniziativa per riempire il vuoto di potere. Mentre le forze polacco–lituane si spostarono verso Marienburg, tre fortezze teutoniche – Hohenstein (Olsztynek), Osterode (Ostróda), e Christburg (Dzierzgoń) – si arresero senza opporre resistenza. Le forze alleate si muovevano lentamente, in media per 15 km (9,3 mi) al giorno, dando tempo a von Plauen di organizzare la difesa. Questo ritardo è stato considerato dagli storici moderni come uno dei più grandi errori tattici polacco–lituani ed è stato oggetto di molte speculazioni. Lo storico polacco Paweł Jasienica propose, ad esempio, che Jogaila potrebbe aver dato ai Cavalieri il tempo di radunarsi intenzionalmente, per umiliare l'Ordine ma allo stesso tempo non decimarlo per non sconvolgere l'equilibrio di potere tra la Polonia (che molto probabilmente avrebbe acquisito la maggior parte dei possedimenti dell'Ordine se fosse stato totalmente sconfitto) e la Lituania; tuttavia, una mancanza di fonti primarie preclude una spiegazione definitiva.

## Assedio

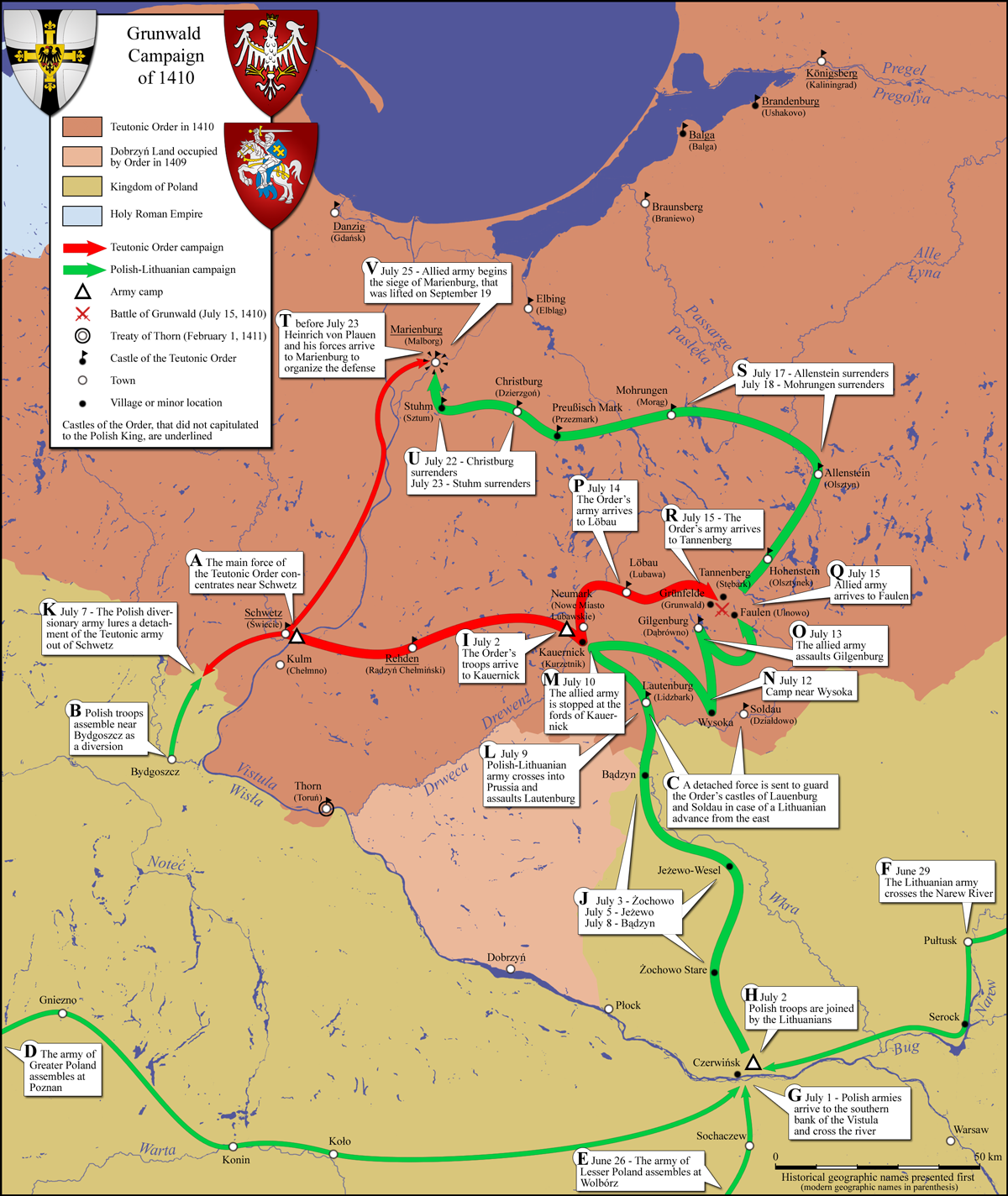
Mappa dei movimenti dell'esercito nella campagna di Grunwald

Le forze polacco–lituane principali arrivarono solo il 26 luglio 1410. Il giorno prima von Plauen ordinò di bruciare la città al di fuori del castello di Marienburg, privando i soldati alleati del rifugio e liberando il campo di battaglia. L'assedio non era intenso: il re polacco Jogaila era fiducioso che la Prussia fosse già caduta e cominciò a distribuire le terre tra i suoi nobili. Mandò le sue truppe per conquistare molti piccoli castelli che erano lasciati senza guarnigioni. Solo otto castelli rimasero nelle mani dei Teutoni. Ai Cavalieri fu permesso di comunicare con i loro alleati. Mandarono emissari a Sigismondo di Lussemburgo e Venceslao di Lussemburgo, che fornì un prestito per assoldare dei mercenari e promise di mandare rinforzi della Boemia e della Moravia entro la fine di settembre. L'Ordine livoniano mandò 500 uomini non appena terminò il suo armistizio di tre mesi con la Lituania. L'assedio, tenendo sul posto l'esercito di Jogaila, aiutò ad organizzare le forze difensive nelle altre parti della Prussia. Gli assedianti si aspettavano la resa, non erano preparati per un impegno a lungo termine, e soffrivano di mancanza di munizioni, basso morale e un'epidemia di dissenteria. I nobili volevano tornare a casa per il raccolto e i mercenari volevano essere pagati. Le truppe lituane, comandate da Vitoldo, furono le prime a ritirarsi. L'assedio terminò infine il 19 settembre. Prima di andare via, Jogaila costruì una roccaforte a Stuhm (Sztum), a sud di Marienburg, nella speranza di continuare a mettere pressione sui Cavalieri. Le forze polacco–lituane tornarono in Polonia e in Lituania, lasciando delle guarnigioni polacche nelle fortezze che si arresero o che furono conquistate.

## Esito
Dopo il ritiro delle forze polacco–lituane, i Cavalieri cominciarono a riprendersi le proprie fortezze. A fine ottobre, solo quattro castelli teutonici rimanevano in mano polacca– le città al confine di Thorn (Toruń), Nessau (Nieszawa), Rehden (Radzyń Chełmiński) e Strasburg (Brodnica). Jogaila radunò un esercito fresco e inflisse un'altra sconfitta ai Cavalieri nella battaglia di Koronowo il 10 ottobre 1410. Von Plauen, sfruttando la reputazione ottenuta come eroe di Marienburg, fu scelto come il nuovo Gran Maestro a novembre. Von Plauen voleva continuare la guerra, ma fu persuaso dai suoi consiglieri di iniziare le negoziazioni di pace. Il trattato di Toruń fu firmato il 1º febbraio 1411. È considerata una vittoria diplomatica per i Cavalieri dato che subirono solo la perdita di pochi territori. L'assedio di Marienburg e il successivo trattato di Toruń sono visti come risultati insoddisfacenti della grande battaglia di Grunwald.
Il castello di Marienburg fu difeso un'altra volta dall'Ordine teutonico nel 1454 ma fu catturato dai polacchi nel 1457 durante la successiva guerra dei tredici anni (1454–66).